# Халијакмон (митологија)
Халијакмон (грч. Αλιάκμονας) је у грчкој митологији био бог истоимене реке.

## Митологија
Према Хесиодовој теогонији, Халијакмон је био син Океана и Тетије. Према неким изворима, његова кћерка је можда Метона.